# Arnas Neverauskas

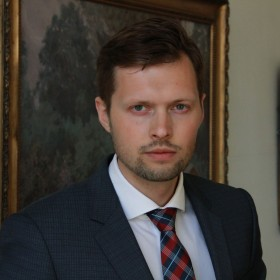
Arnas Neverauskas

Arnas Neverauskas ist ein litauischer Verwaltungsjurist und Politiker, Vizeminister.

## Leben
Nach dem Abitur an der Mittelschule absolvierte Neverauskas das Bachelorstudium der Rechtswissenschaft und Masterstudium des europäischen Wirtschaftsrechts an der Mykolas-Romeris-Universität in Vilnius. Am 28. März 2014 verteidigte er die Magisterarbeit auf Englisch zum Thema Liquidated Damages as a Legal Concept: a Comparative Analysis (Betreuer Lektor Dr. Paulius Zapolskis) am Lehrstuhl für Wirtschaftsrecht. Von 2012 bis 2013 arbeitete er als Gehilfe des Seimas-Mitglieds. Ab 2013 war Neverauskas Beamte am Sozialministerium Litauens. 2015 war Neverauskas Mitglied von Vyriausiosioji rinkimų komisija. Vom 4. September 2015 bis 2016 war er litauischer Vizekultusminister, Stellvertreter von Šarūnas Birutis im Kabinett Butkevičius.